# HIMIX A2Z
『HIMIX A2Z』（ハイミックス エートゥーズィー）は、1997年6月21日発売のHIMの2枚目のアルバム。

## 解説
- 5thシングル「SHOOTING STAR」、6thシングル「ETERNAL」、7thシングル（ラストシングル）「HEAVEN」、HIMプロデュースのガールズユニットHIM-eggのシングル「AS TIME GOES BY」の4枚のシングルと、3rdシングル「AQUARIUS」、デビューシングル「BECAUSE OF LOVE」、前出の5thシングル「SHOOTING STAR」のそれぞれのリミックスである「AQUARIUS (EAST-END CLUB MIX)」、「BECAUSE OF LOVE (SOUTHSIDE MIX)」、「SHOOTING STAR (STARDUST MIX)」の3曲のリミックスを含む計11曲収録。
- 1stアルバム『HIMAX! GREATEST HITS AND MORE』に引き続き、通常アルバム仕様のCDと相反し、表ジャケットの面と裏ジャケットの面が入れ替わっている特殊ジャケット仕様。しかし本アルバムでは、ジャケットの表裏からブックレットに至るまで、メンバーの画像が1枚も使用されていない。
- TRFをはじめ、ZARD、MY LITTLE LOVER、DREAMS COME TRUE、B'z、globe等、他の人気アーティストの音楽性を敢えて遊びとして模倣して制作された観があった1stアルバム『HIMAX! GREATEST HITS AND MORE』とは違い、収録シングル含めた全オリジナル楽曲にわたり、HIMという一音楽ユニットとしてのオリジナリティを強く打ち出したアルバムに仕上がっている（リミックスを除く）。
- ベスト・アルバムと認識されがちだが、歴としたオリジナルの2ndアルバムである。
- 7thシングル「HEAVEN」までコンスタントなリリースが続き、それに伴うプロモーション活動も順調に行ってきたが、1997年に入るとユニットの活動が突如失速、また情報自体も然るべき情報源からアナウンスされなくなるという状態に陥り、7thシングル「HEAVEN」のリリースから優に半年以上経過してからの本作のリリースを、後に「発売日よりずっと後になってレコード店店頭等で知った」というようなファンの声が相次いだ。HIMの突然の解散劇の直接的な契機となった事柄に、Sony Music Entertainment(Japan) Inc.サイドと伊秩弘将サイド（ケイダッシュ アワーソングスクリエイティブ）の双方が、ユニットの方向性やメンバーの所属に関してのいくつかの問題で争議し、それが決裂したことが挙げられるが、恐らく7thシングル「HEAVEN」のリリース時かその直後にその争議が起こり、それに伴い本作・2ndアルバムのリリースが完全にタイミングを逃し、また十分なプロモーションが全くなされなかった可能性が考えられる。それに付随してか、内部の分裂を象徴的に表すように、本アルバム収録曲の伊秩弘将とSHUNGOのクレジットの表記が全く統一されておらず、シングルとしてのリリース時期による表記の違いが顕著である（後にリリースされた作品ほど、個人が一目で特定できる表記に変更されている）。
- 「BECAUSE OF LOVE (SOUTHSIDE MIX)」冒頭の呪文のようにも聞こえるエフェクトのかかった合成ボイスは、オリジナル「BECAUSE OF LOVE」冒頭の♪I DO LOVE YOU♪のコーラスを逆走にしたものである。

## メイン・ボーカル
- SHIZUKA NAKAJIMA=HIMS (EXCEPT M-6)
- MIKI TAOKA (HIM-egg) (M-6)

## CD収録曲
| CD |                                        |                                                         |      |
| 1  | HEAVEN                                 | 作詞:SHUNGO 作曲:H.IJICHI 編曲:HIM & Y.MIZUSHIMA        | 4:25 |
| 2  | SHOOTING STAR                          | 作詞:HIM,HIMW 作曲:HIM 編曲:HIM & Y.MIZUSHIMA           | 4:58 |
| 3  | AQUARIUS (EAST-END CLUB MIX)           | 作詞・作曲:HIM リミックス:HIM & Y.MIZUSHIMA             | 6:19 |
| 4  | BECAUSE OF LOVE (SOUTHSIDE MIX）       | 作詞・作曲:HIM リミックス:HIM & Y.MIZUSHIMA             | 4:36 |
| 5  | EVERYDAY, BE WITH YOU                  | 作詞・作曲:H.IJICHI 編曲:HIM & Y.MIZUSHIMA              | 4:32 |
| 6  | AS TIME GOES BY (PERFORMED BY HIM-egg) | 作詞:HIMK 作曲:HIM 編曲:HIM & Y.MIZUSHIMA               | 5:17 |
| 7  | INORI                                  | 作詞:HANANO TANAKA 作曲:H.IJICHI 編曲:HIM & Y.MIZUSHIMA | 5:07 |
| 8  | MIZU-NO-RAKUEN                         | 作詞:HANANO TANAKA 作曲:H.IJICHI 編曲:HIM & Y.MIZUSHIMA | 5:00 |
| 9  | LOVE GOES                              | 作詞:HIM,HIMK 作曲:HIM 編曲:HIM & Y.MIZUSHIMA           | 5:06 |
| 10 | ETERNAL                                | 作詞:HIMW,HIMK 作曲:HIM 編曲:HIM & Y.MIZUSHIMA          | 4:30 |
| 11 | SHOOTING STAR (STARDUST MIX)           | 作詞:HIM,HIMW 作曲:HIM リミックス:HIM & Y.MIZUSHIMA     | 6:30 |

## タイアップ
| M-1  | HEAVEN                         | NHKアニメーション『YAT安心!宇宙旅行』オープニングテーマ         |
| M-2  | SHOOTING STAR                  | TBS系TV『ランク王国』オープニングテーマ ミナミスポーツ CMソング |
| M-3  | AQUARIUS（オリジナル）         | TBS系TV『ランク王国』オープニングテーマ                         |
| M-4  | BECAUSE OF LOVE （オリジナル） | TBS系TV '95 Jリーグ中継テーマソング                             |
| M-6  | AS TIME GOES BY (HIM-egg)      | 『DECKS TOKYO BEACH』CMソング                                   |
| M-9  | LOVE GOES                      | 松竹富士配給映画『魔法陣グルグル』エンディングテーマ            |
| M-10 | ETERNAL                        | ニチレイレディース（テニス）'96 大会イメージソング              |

## 発売形態
| 形態 | 発売日        | 品番      | ジャケット               |
| ---- | ------------- | --------- | ------------------------ |
| CD   | 1997年6月21日 | SRCL-3986 | 初回限定仕様（立体文字） |
| CD   | 1997年6月21日 | SRCL-3986 | 永続仕様                 |

## 他アーティストによるカバー
- 八反安未果
3rdシングル「SHOOTING STAR」（1999年5月26日リリース）
⇔ M-2「SHOOTING STAR」
- MAX
14thシングル「銀河の誓い」（1999年8月25日リリース）
⇔ M-3「AQUARIUS」（オリジナル）
- Eriko with Crunch（今井絵理子）
SPEED 10thシングル「Breakin' out to the morning」c/w「EVERYDAY, BE WITH YOU」（1999年5月19日リリース）
⇔ M-5「EVERYDAY, BE WITH YOU」
- hiro（島袋寛子）
ソロ・デビューシングル「AS TIME GOES BY」（1999年8月18日リリース）
⇔ M-6「AS TIME GOES BY」(HIM-egg)
- HITOE'S 57 MOVE（新垣仁絵）
ソロ・デビューシングル「INORI」（1999年6月30日リリース）
⇔ M-7「INORI」
- 知念里奈
8thシングル「GOD BLESS THE WORLD」（1999年3月31日リリース）
⇔ M-8「MIZU-NO-RAKUEN」